# Павленко Леонід Оксентійович
Павленко Леонід Оксентійович (27 жовтня 1924, с. Семенівка, Полтавська губернія, нині селище Кременчуцького району Полтавської області — 1 жовтня 1998, м. Васильків, нині Обухівський район, Київська область) — український письменник і фітотерапевт, автор збірок легенд, бувальщин, прикмет, науково-художніх книг про рослини. Лауреат Премії імені Лесі Українки 1993 року за книгу «Квіт папороті».

## Біографія
Народився 27 жовтня 1924 року в селі Семенівка в Полтавській губернії (нині селище в Кременчуцькому районі в Полтавській області).
Був учасником Другої світової війни. У Полтавській області закінчив Крюківське фабрично-заводське училище. Після Другої світової війни працював у Василькові як технік-заготівельник лікарських рослин.
Набув популярності як автор книг про лікування травами. Також писав книги з легендами, народними прикметами, бувальщинами. 1987 року вступив до Національної спілки письменників України. 1993 року Кабінет Міністрів України відзначив його книгу «Квіт папороті» Премією імені Лесі Українки за літературно-мистецькі твори для дітей та юнацтва.
Помер 1 жовтня 1998 року у Василькові Київської області.

## Твори
- «Цілющі скарби землі» (1984; 1988), науково-художня книга
- «Біла Лілея: Повісті, легенди, оповідання» (1986), науково-художня книга
- «Ліки з чар-зілля: Поради і рецепти народного цілителя» (1992, 2003), науково-художня книга
- «Квіт папороті» (1990), збірка легенд
- «Сліди не старіють» (1991), збірка повістей
- «Надвечір’я на Івана Купала» (1996), збірка легенд, оповідань про трави, бувальщин
- «Сузір’я Андромеди» (1996), збірка легенд і повістей
- «Терновий цвіт» (1990), роман
- «Спокута Ружени» (1997), роман